# HRVY
Harvey Leigh Cantwell  (Kent, 28 de janeiro de 1999) mais conhecido com HRVY é um cantor inglês dono do hit "Personal", que tem mais de 270 milhões de views no YouTube,  'Don't Need Your Love' parceria com NCT Dream e dono hit "Hasta Luego", parceria com Malu Trevejo.

## Vida e Carreira
HRVY começo a carreira artística com apresentador, ele foi apresentador do programa Friday Download da BBC, no ínicio da carreira abril shows em turnês do The Vamps e Little Mix. Em fevereiro de 2017 ele assinou contrato com a gravadora britânica Virgin EMI e em novembro do mesmo ano lançou seu primeiro EP "Talk to Ya", que incluiu seu hit "Personal" (parceria com Loren Gray no videoclipe), que te mais de 270 milhões de views no YouTube e alcançou a 62ª posição na parada UK Charts, em abril de 2018 ele lançou seu novo single "Hasta Luego", parceria com a cantora cubana Malu Trevejo, a música alcançou a 70ª posição na parada UK Charts. Em junho de 2019 HRVY colaborou com NCT Dream na música e clipe 'Don't Need Your Love'. No dia 17 de julho, HRVY anunciou o título de seu primeiro álbum de estúdio "Can Anybody Hear Me?", que será lançado no dia 28 de agosto de 2020. No dia 29 de março de 2019, HRVY lançou com Danna Paola a parceria "So Good (Remix)", em setembro do mesmo ano lançou "Younger", parceria com o Jonas Blue.
Em 2019, HRVY foi indicado pela primeira vez ao Teen Choice Awards 2019, ele concorreu na categoria Choice Breakout Artist e foi adicionado a lista de perfomers da premiação americana. No dia 28 de outubro de 2018, HRVY se apresentou na premiação BBC Teen Awards.

### Discografia
- EP Holiday ( 25 de julho de 2017 pela Universal Music)
- EP Talk to Ya	 ( 30 de novembro de 2017 pela Universal Music)
- Álbum Can Anybody Hear Me?	 ( 28 de agosto de 2020 pela Universal Music)

### Singles
- Personal
- Hasta Luego feat Malu Trevejo
- Younger feat Jonas Blue
- Soo Good feat Danna Paola